# Eco-Museu da Ilha da Pólvora
O Eco-Museu da Ilha da Pólvora é um museu brasileiro localizado na cidade de Rio Grande (Rio Grande do Sul) e inaugurado em 22 de abril de 1999.
O museu conta com o apoio do Exército Brasileiro que, juntamente com a Fundação Universidade do Rio Grande, viabilizaram a sua criação.
Está localizado na Ilha da Pólvora, uma das ilhas do estuário da Laguna dos Patos. Possui 42 hectares de marismas (áreas periodicamente alagadas pela maré) que servem de habitat para várias espécies de aves, roedores, larvas e juvenis de peixes, moluscos e crustáceos.
No Eco-Museu são desenvolvidos diversos trabalhos científicos de graduação e pós-graduação, destacando-se os estudos sobre a vegetação, os crustáceos, as aves e os roedores.